# Salvelinus thingvallensis
Salvelinus thingvallensis és una espècie de peix de la família dels salmònids i de l'ordre dels salmoniformes.

## Alimentació
Menja principalment caragols i, en menor grau, insectes bentònics.

## Hàbitat
Viu en zones d'aigües dolces i de clima polar (65°N-64°N, 22°W-20°W).

## Distribució geogràfica
Es troba a Islàndia.